# Alina Komashchuk
Alina Komashchuk (født 24. april 1993) er en ukrainsk fægter, der konkurrerer i sabel.
Hun repræsenterede Ukraine ved sommer-OL 2016 i Rio de Janeiro, hvor hun vandt sølv i holdkonkurrencen.
Ved sommer-OL 2024 i Paris vandt hun guld.